# Gene Snitsky
Eugene Alan Snitsky (nascido em 14 de janeiro de 1970) é um lutador profissional, mais conhecido pelo seu ring name Snitsky, o qual destacou-se por trabalhar na WWE, nas brands RAW e ECW.

## Carreira

### Pré-wrestling
Snitsky jogava futebol americano, na universidade de Missouri, até 1997. Depois ele resolveu ir para o mundo do wrestling. Começou no Ohio Valley Wrestling, onde foi, em ficção o irmão de Mike Mondo, com o ring name de Gene Mondo. Após isso, foi para a World Xtreme Wrestling, sobre o ring name de Mean Gene Snisky, onde ganhou títulos de duplas, além do Heavyweight Championship.

### WWE
Ele fez o seu debut pela WWE em 13 de setembro de 2004, numa edição do Raw, como um jobber, numa disputa com Kane, em uma no-disqualification match. Durante esta luta, Snitsky bateu em Kane com uma cadeira de aço, fazendo com que caísse em cima de Lita, sua esposa (kayfabe), que teve que fazer um aborto.
Snitsky estendeu por muito tempo sua feud com Kane, até que em 6 de fevereiro de 2007, ele foi transferido para a ECW. Lá, iniciou uma feud com Balls Mahoney e RVD.
Durante o Draft em 11 de junho do mesmo ano, retornou ao Raw. Ele retornou vencendo Super Crazy. Teve uma rivalidade com Jeff Hardy, tendo mesmo competido pelo Intercontinental Championship, mas não conseguiu vencer o título.
Muitos o chamam de psicopata pelo seu jeito agressivo nas lutas, sua barbicha e sua careca. Após perder muitas lutas em 2008, Snitsky rompeu o seu contrato com a WWE em 11 de Dezembro de 2008.

### WXW e NWS
Depois de ser despedido da WWE, Snitsky efectuou alguns combates no circuito independente do Wrestling, mais concretamente nas World Xtreme Wrestling e National Wrestling Superstars. Na NWS teve uma rivalidade com Balls Mahoney, a lembrar os momentos de tensão entre ambos, na ECW. No dia 19 de Fevereiro de 2011, venceu Danny Inferno num combate "Loser Goes Through A Door".

## No wrestling
- Ataques
  - Pumphandle slam 
  - Running big boot

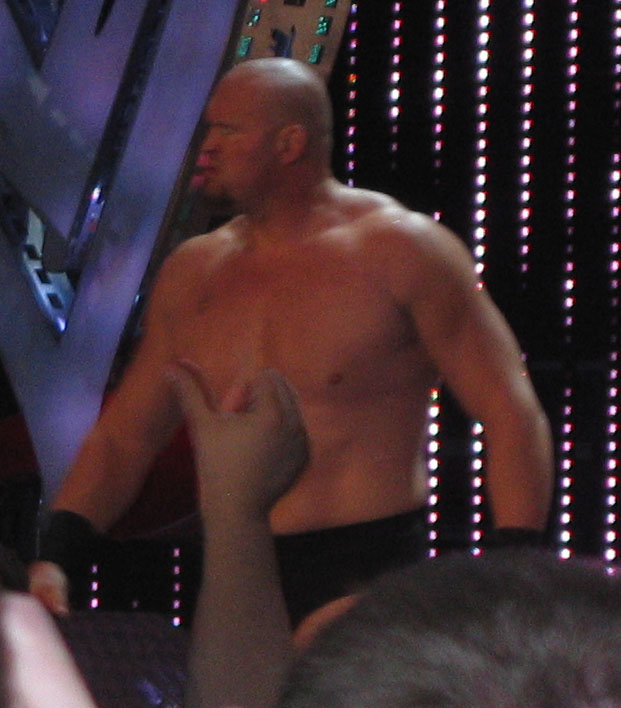
Snitsky em sua entrada ao ringue, em um episódio da RAW

  - Swinging sidewalk slam com o Spinning fireman's carry
  - Short range lariat
  - Short arm clothesline
  - Spinning scoop slam
  - Reverse DDT
  - Double underhook submission

## Títulos
- Athletik Club Wrestling
  - ACW Tag Team Championship (1 vez) - com Rob Harper

- Pro Wrestling Illustrated
  - PWI o colocou como #83 dos 500 melhores wrestlers na PWI 500 de 2005.

- World Xtreme Wrestling
  - WXW Heavyweight Championship (1 vez)
  - WXW Tag Team Championship (2 vezes) - com Rob Harper